# 上方歌
上方歌（かみがたうた）は、「上方唄」とも、「上方端唄（歌）」とも呼ばれる
京阪都市部の三味線音楽である。

## 概要
「地歌」の別称としても使われ（特に江戸その他の地域から見ての呼称）、地歌の「端歌（唄）もの」の別称として「上方端唄」があてられることもあるが、特に上方舞の世界や関西の一部の地歌箏曲の世界で使われるこの名称がさすものはそれとは少し異なるジャンルの音楽のようである。
厳密に区別するのは難しいが、地歌の「端歌もの」同様、江戸時代以降花柳界や民衆の間で流行したが、地歌の「端歌もの」と比較してテンポ・歌詞の内容が軽快で明るい曲調のものが多い傾向にあり、地方（主に上方に近い地域）の民謡などの中から花柳界の座敷等で好まれたものも含まれるようである。上方舞の世界でも好んで伴奏に舞われる。また、一部が江戸に上り、端唄（いわゆる「江戸端唄」）、小唄、うた沢、俗曲の曲の一部となった。
京都や大阪の花柳界、上方舞の世界の地方（じかた）を務める人々によって伝承されている。

## 曲
- 京の四季
- やなぎやなぎ
- 十二月（手まり唄）
- 御所のお庭
- 御所車（香に迷う）
- 秋の七草
- あけぼの（東山名所）
- いざや
- 伊勢音頭
- 紀伊の国
- 木津川
- ぐち
- こうもり
- 相模あま
- 三国一
- 瀬田の橋
- 綱は上意
- 鳥追い
- 夏は螢
- 姫三社
- 淀の川瀬
- わしが思い
- わしが在所
- はっはくどき
- 団子え
- げこすべらして

他